# Javor Bürgerův

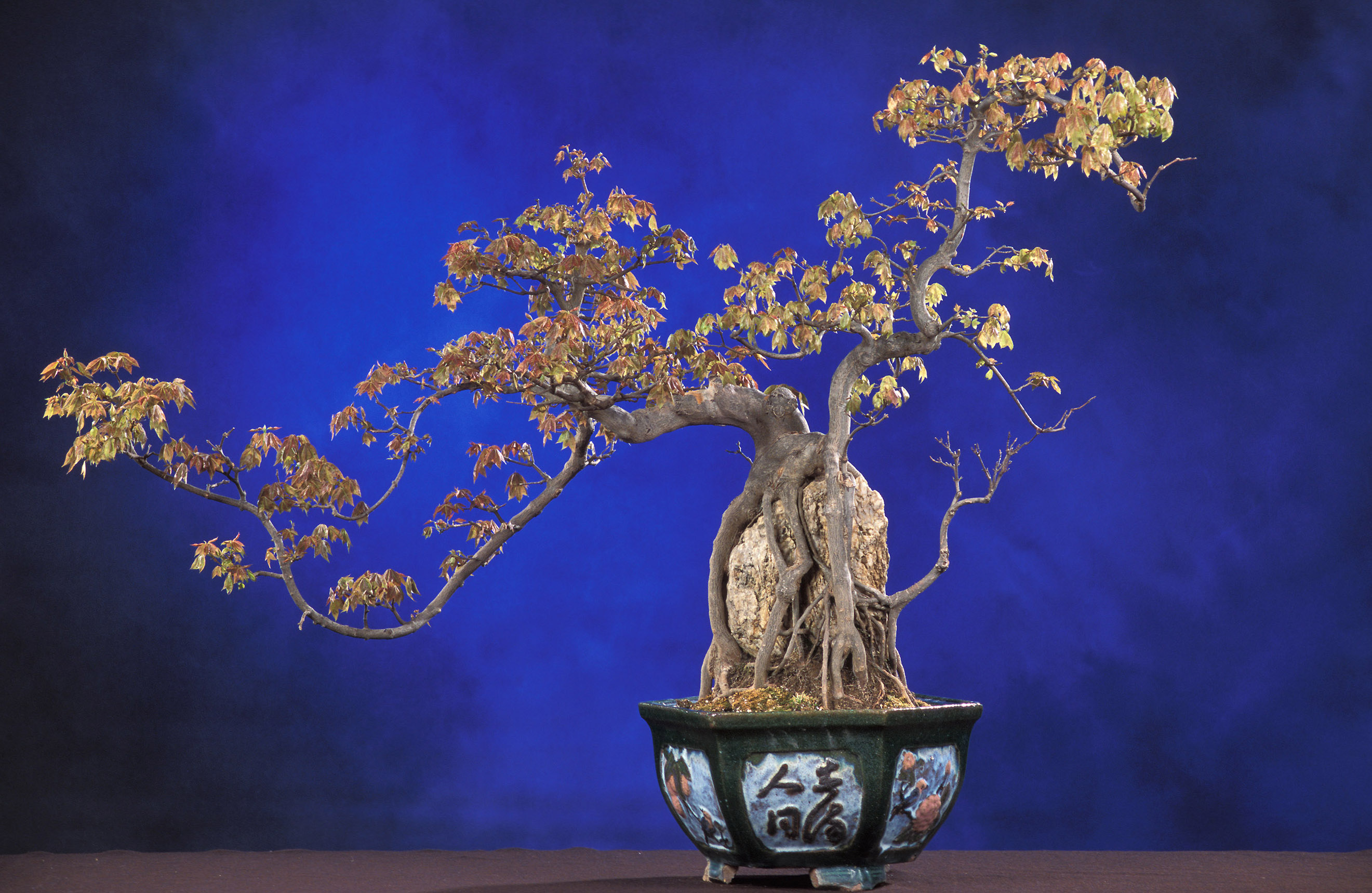
Bonsaj javoru Bürgerova

Javor Bürgerův (Acer buergerianum) je listnatý opadavý strom z čeledi mýdelníkovité. V místech svého původního rozšíření dosahuje výšky 10–12 m.

## Popis
Kmen dosahuje v dospělosti průměru do 50 cm. Listy jsou 4–8 cm velké, poměrně dlouze řapíkaté (2–5 cm), tuhé a lesklé. Květy jsou žluto-zelené, v převislých chocholících. Plody jsou dvounažky s dvěma okřídlenými semeny. Semena jsou velká 4–6 mm, křídla asi 15 mm dlouhá.

## Areál rozšíření
Strom původem z Japonska a východní Číny.

## Použití
V Evropě bez praktického využití, pouze jako okrasný, případně parkový strom.